# منتخب ويلز تحت 20 سنة لكرة القدم
منتخب ويلز تحت 20 سنة لكرة القدم (بالإنجليزية: Wales national under-20 football team)‏ هو ممثل ويلز الرسمي في المنافسات الدولية في كرة القدم في فئة كرة قدم تحت 20 سنة للرجال، يديريه اتحاد ويلز لكرة القدم.